# Carl Theodor Bernhard Niebour
Carl Theodor Bernhard Niebour (* 27. Dezember 1825 in Hannover; † 3. März 1915 in Hamburg) war ein deutscher Navigationslehrer und Direktor der Hamburger Navigationsschule.
Niebour unterrichtete von 1846 bis 1862 als Navigationslehrer in Hamburg. Gleichzeitig war er als Assistent an der Hamburger Sternwarte unter Carl Rümker tätig und steuerte Beobachtungen und Bahnberechnungen zu Artikeln in den Astronomischen Nachrichten bei (ab Band 24, 1846; zuletzt Band 77, 1871). Von 1863 bis 1900 war er Leiter der Navigationsschule (Hamburg). Sein Nachfolger wurde Friedrich Bolte. 